# 金界控股

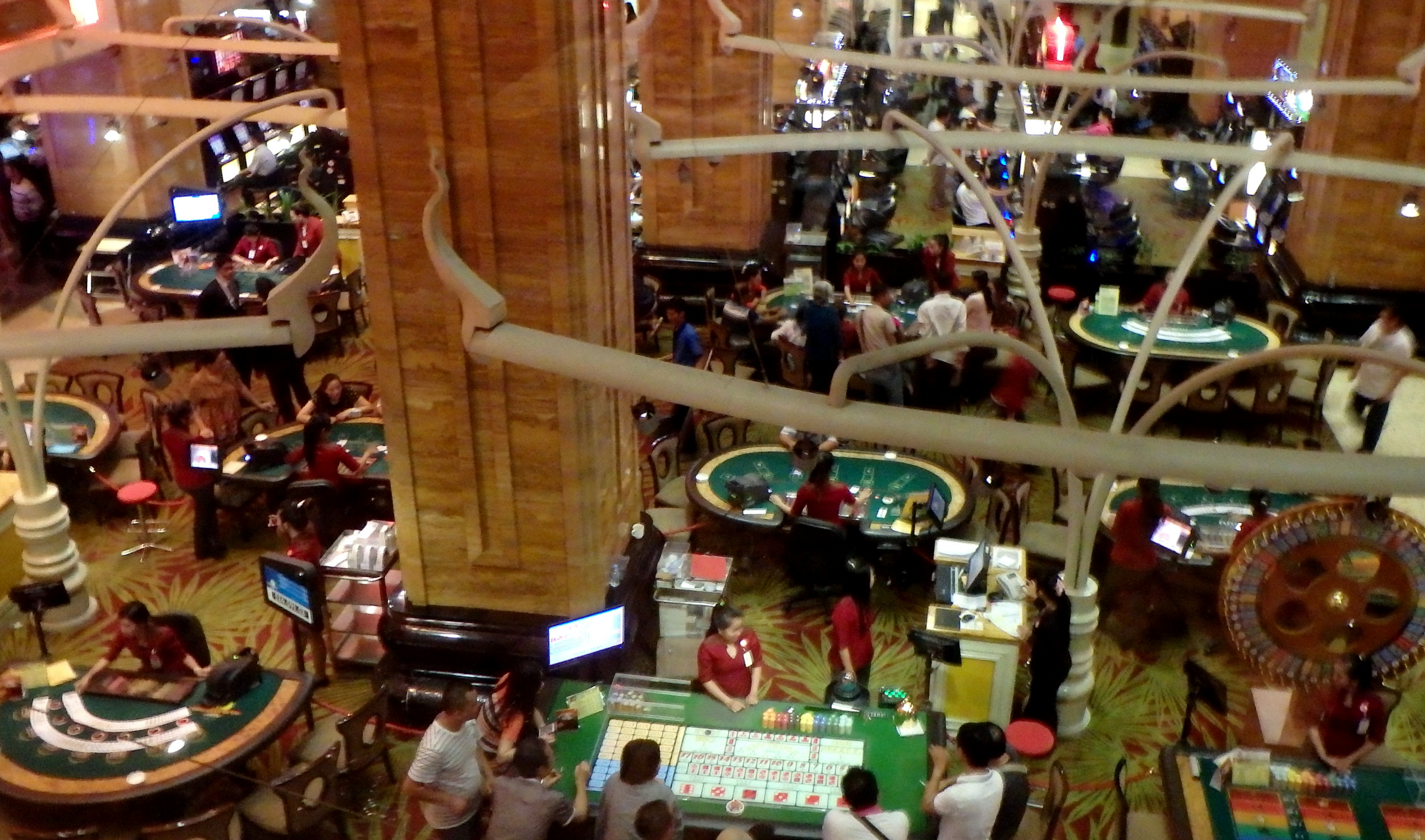
Nagaworld, 金边

金界控股有限公司，簡稱金界控股（英語：Nagacorp Limited，港交所：3918），在1995年，位於柬埔寨成立「NagaWorld」酒店，也是首家柬埔寨獲政府批准開設酒店、博彩等集合商業區。總部位於柬埔寨王國金邊市洪森公園以南金邊郵政信箱1099號。而董事會主席及非執行董事為Timothy Patrick McNally，總裁為丹斯里拿督曾立強。
至於香港營業地點為香港灣仔港灣道18號中環廣場2806室。其股份自2006年10月19日，在香港交易所主板上市，招股價為1.43 港元，集資净额6.31亿港元，發行國際及本地配售2.5亿股，佔发售股份总数的50%。
2013年9月9日金界控股擬斥不少於27億元於俄羅斯濱海邊疆區，發展一個名為「濱海邊疆」娛樂度假城(PERC)的酒店及賭場度假村，總面積約21.6萬方米，並有意在賭場酒店建設完成後，收購其永久業權。

## 慈善
至於金界控股足球俱乐部，則是用來推廣青少年運動，包括改善設施等。

## 連結
- NagaCorp.com （页面存档备份，存于）